# Receptor de tirotrofina
O receptor de tirotrofina é um gene (e proteína associada) que responde à hormona estimulante da tiróide (também conhecida como "tirotrofina"), e estimula a produção de tiroxina (T4) e triiodotironina (T3)
O receptor de tirotrofina é um membro da superfamília dos receptores acoplados à proteína G.
É encontrada principalmente na superfície das células epiteliais da tiroide.
Não deve ser confundida com a hormona libertadora de tirotrofina (TRH
) e com o receptor da hormona libertadora de tirotrofina (TRHR
).